# 小异被赤车
小异被赤车（学名：Pellionia heteroloba var. minor）为荨麻科赤车属下的一个变种。